# Trellius communis
Trellius communis är en insektsart som beskrevs av Andrej Vasiljevitj Gorochov 1999. Trellius communis ingår i släktet Trellius och familjen syrsor. Inga underarter finns listade i Catalogue of Life.